# Hiroshima Dragonflies
Los Hiroshima Dragonflies (en japonés 広島ドラゴンフライズ) son un equipo de baloncesto japonés con sede en la ciudad de Hiroshima, en la prefectura de Hiroshima, que compite en la B.League, la máxima competición de su país. Disputa sus partidos en el Hiroshima Sun Plaza, con capacidad para 6.052 espectadores.

## Historia
En abril de 2014, tras el anuncio de que la antigua Japan Basketball League se reestructuraría como la Liga Nacional de Baloncesto, se creó un grupo para apoyar la formación de un equipo profesional de baloncesto en Hiroshima. En mayo de 2014, el grupo recibió el apoyo de la asociación de baloncesto de la prefectura, y en julio se presentó una solicitud para unirse a la NBL. En agosto de 2014, la solicitud fue aprobada, y se decidió utilizar el nombre de Hiroshima Dragonflies. En octubre de 2014 se estableció una empresa operativa, Hiroshima Dragonflies Corporation (株式会社広島ドラゴンフライズ).
En octubre de 2014, el equipo hizo su debut compitiendo en la Conferencia Oeste de la Liga Nacional de Baloncesto, donde jugó durante dos temporadas. En septiembre de 2016 se unieron a la recién formada B.League, la liga sucesora de la NBL.
Los Dragonflies comenzaron su aventura en el nuevo campeonato nacional desde la segunda división, la B2 League. Tras cuatro temporadas en la segunda división, el equipo ascendió a la B1 durante la temporada 2019-2020. Aunque el campeonato no se completó debido a la pandemia de COVID-19, las Dragonflies, que al momento de la suspensión ocupaban el primer lugar de la Conferencia del Distrito Oeste gracias a su récord de 40 victorias y 7 derrotas, ascendieron para la temporada 2020-2021 de la liga B1.
El 29 de mayo de 2024, los Dragonflies ganaron su primer campeonato de la B.League después de derrotar a los Ryukyu Golden Kings 2-1 en la final.
En 2025 ganaron además su primer título internacional, la East Asia Super League.

## Palmarés
- B.League: 1

2023-24
- East Asia Super League: 1

2024-25